# Johan Henri van der Burgt
Johan Henri van der Burgt (IJmuiden, 3 juli 1897 - Leeuwarden, 10 augustus 1977) was een Nederlands waterbouwkundige. Hij was de zoon van de machinist Jacobus van der Burgt en Doretta Antonia Ida Wiesel. Hij is op 17 september 1924 in Amsterdam gehuwd met de Zuid-Afrikaanse Maatje Francisca Wilhelmina Holtland. Ten tijde van dit huwelijk was hij werkzaam in Roermond, waar het echtpaar ook is gaan wonen. Hij is de vader van ir. Cornelis van der Burgt. 

## Opleiding en eerste werkkring
Hij was, na in 1921 te zijn afgestudeerd aan de TH te Delft, werkzaam in verschillende functies bij Rijkswaterstaat: te Roermond, Hoorn, Leeuwarden en Rotterdam. Daarna als Hoofdingenieur-directeur in de directies Bovenrivieren, Noord-Holland, Zuid-Holland en sinds 1953 in Zeeland. Hij was na de Februariramp van 1953, belast met de leiding van de Dienst Dijkherstel Zeeland.   

## Noord-Holland
Na zijn afstuderen en een korte periode in Limburg kwam hij de de studiedienst in Hoorn. Hier heeft hij een aantal studies gedaan naar de Waddenzee en de zandige kust. In deze periode zat hij, tot zin overplaatsing naar Leeuwarden, ook in het bestuur van ambachtsschool van Hoorn. Een van de leerlingen van die school was Jan Agema, en Van der Burgt zag wel potentie in deze leerling en bezorgde hem een baantje bij Rijkswaterstaat.

## Friesland
Hij kwam in 1936 naar Leeuwarden en was daar werkzaam  in de directie Friesland. Hij was er speciaal belast met de voorbereiding voor de verbetering van de haven van Terschelling, de omlegging van de rijksweg om Marssum en Harlingen en de nieuwe rijksweg 32 van Leeuwarden naar Akkrum. Hij was ook lid van de voorbereidingscommissie voor de aanleg van het Prinses Margrietkanaal, waarin hij blijk gaf van een sterke voorkeur voor Stavoren als beginpunt. Dat werd uiteindelijk Lemmer. Tevens was hij de man voor de kustverdediging van Ameland.   

## Zeeland
In 1949 vertrok de heer Van der Burgt naar de Rijkswaterstaat in Rotterdam (de nieuwe directie Benedenrivieren), vervolgens werd hij heel kort hoofdingenieur-directeur in de directie Gelderland, dat hij later verwisselde voor directie Noord-Holland. Na in 1953 een half jaar in Den Haag te hebben gewerkt werd hij overgeplaatst naar de Dienst Dijkherstel Zeeland om de herstelwerkzaamheden aan de dijken in Zeeland te leiden. Hij haalde hier Jan Agema ook naartoe, omdat hij dat een goede kracht vond. Op Walcheren werd hij ook lid van de herverkavelingscommissie.   
In deze tijd was hij tot eind 1953 nog lid van de adviescommissie voor de vissershaven van IJmuiden, maar omdat dit samen met zijn werk in Zeeland wat veel werd, stapte hij in september 1953 uit deze commissie. Hij werd in 1954 ook hoofdingenieur-directeur in de directie Zeeland. Hij bleef dit tot 1962, in welk jaar hij opgevolgd werd door ir. J. Zuurdeeg Onder zijn directie is de inrichting van de Braakman, die kort voor de ramp van 1953 gerealiseerd was, afgerond. Hij werd ook commissaris van de N.V. Haven van Vlissingen.    
Een belangrijk probleem wat door Van der Burgt opgelost moest worden was het conflict met het waterschap Schouwen over de aanleg van de delingsdijk op dat eiland. Het waterschap wilde dat de beschikbare middelen eerst gebruikt zouden worden voor de verbetering van de buitendijken, terwijl Rijkswaterstaat van mening was dat de delingsdijk prioriteit moest krijgen. In de loop van 1957 is hier een compromis over bereikt.    

## Na zijn pensionering
Na zijn pensionering in 1962 bleef hij nog zes jaar lang aan de dienst verbonden als bouwkundig adviseur voor de bouw van het nieuwe hoofdkantoor in Den Haag aan de Koningskade 4. Toen dat gebouw opgeleverd was ging hij weer terug naar Friesland en ging in Nijlân-State in Leeuwarden wonen.  

## Publicaties
Hij schreef voornamelijk in technisch-wetenschappelijke tijdschriften, o.m. De kustverdediging langs het oostelijke deel van de Noordzee en in het bijzonder van Nederland (1933) en Veranderingen in den zeebodem van het Zeegat van het Vlie en in de kustlijn der Waddeneilanden Vlieland en Terschelling (1936) en een hoofdstuk in De Technische Vraagbaak deel W: Stranden en zeeduinen (1951). Vanuit historisch oogpunt interessant is: Het technische beheer van de Nederlandse kust en van het Nederlandse deel van het continentale plat (1968).  

## Waardering en andere zaken
Tijdens de oorlogsjaren was hij zeer actief in het verzet. Hij was Officier in de Orde van Oranje-Nassau en Ridder in de Orde van de Nederlandse Leeuw.